# Chatel-Chéhéry
Chatel-Chéhéry é uma comuna francesa na região administrativa de Grande Leste, no departamento Ardenas. Estende-se por uma área de 16,08 km². Em 2010 a comuna tinha 144 habitantes (densidade: 9 hab./km²).